# 射水市立作道小学校
射水市立作道小学校 （いみずしりつ つくりみちしょうがっこう）は富山県射水市にある公立小学校。

## 通学区域
作道、殿村、今井、高木、布目、鏡宮、鏡宮弥生一丁目、鏡宮弥生二丁目、久々湊、奈呉の江、野村、津幡江、沖、神楽町

## 進学先
- 射水市立新湊南部中学校

## 交通アクセス
- 射水市コミュニティバス　
  - 作道循環線　「作道小学校前」バス停
  - 七美・作道経由庄西線　「作道小学校前」バス停

## 周辺
- 富山県道322号八町大門線